# Lejkówka żółtobiaława
Lejkówka żółtobiaława (Clitocybe ornamentalis Velen.) – gatunek grzybów z rzędu pieczarkowców (Agaricales).

## Systematyka i nazewnictwo
Pozycja w klasyfikacji według Index Fungorum: Clitocybe, Incertae sedis, Agaricales, Agaricomycetidae, Agaricomycetes, Agaricomycotina, Basidiomycota, Fungi.
Po raz pierwszy opisał go w 1920 roku Josef Velenovský w Czechach. Synonim: Clitocybe phyllophila var. ornamentalis (Velen.) Raithelh. 1970:
Polską nazwę zaproponował Władysław Wojewoda w 2003 r.

## Występowanie i siedlisko
Znane jest występowanie tego gatunku tylko w niektórych krajach Europy i w jednym miejscu w Ameryce Północnej. W Polsce do 2003 r. jedyne stanowisko podał Stanisław Domański w Lasach Łochowskich.
Naziemny grzyb saprotroficzny. W Polsce podano jego stanowisko w lesie mieszanych sosnowo-dębowym.